# Área nacional de recreación Parque Lago
El área nacional de recreación Parque Lago, es parte del Sistema Nacional de Áreas Protegidas del Ecuador, se encuentra localizada al oeste de la ciudad de Guayaquil, en el km 26 de la carretera Guayaquil-Salinas. 
Fue creada el 15 de noviembre de 2002 y tiene una extensión de 2283 hectáreas. Su rango altitudinal es de 0 a 300 m s. n. m. Su precipitación promedio anual es de 650 mm concentrada entre enero a mayo y el clima su media anual 25 °C con fluctuaciones entre 23,5 °C en el mes de julio y 26,5 °C en el mes de abril.
El lago se creó como producto de la represa que embalsa las aguas de los ríos Chongón y Perdido, como parte de la obra civil del trasvase de aguas desde el río Guayas hasta la Península de Santa Elena.

## Flora
La vegetación se caracteriza por conformarse de matorral seco de tierras bajas, bosque caduco de tierras bajas, bosque semicaduco de tierras bajas, bosque muy seco tropical, bosque seco tropical. Encontramos árboles de amarillo, bálsamo nativa, colorado nativa, guion nativa, madera negra, beldado, caña guadua nativa, pigio, ébano, zapote de perro, ciruelo, guayacán, dulce tierra espina, algarrobo, pechiche. En el lago hay lechuguines que dificultan los deportes náuticos.

## Fauna
Entre los mamíferos registrados en la zona se encuentran el venado de cola blanca, pecarí de collar, yaguarundí, murciélago, oso hormiguero, ardilla sabanera de Guayaquil, armadillo, puma endémico, mapache cangrejero, cabeza de mate. Dentro de los anfibios y reptiles están el sapo, lagartija, iguana verde, boa común, equis, tortugas mordedoras y caimanes. Tal animales encontrados en la ciudad de Guayaquil se llevan a sitios como el Parque Lago porque es su hábitat natural. Entre los peces tilapia, vieja azul, bocachico, dica, almeja, estrellita chica.  Hay caracoles y langostas de agua dulce. En cuanto a las aves existen periquito, carpintero guayaquileño, águila pescadora, martín pescador, pelícanos, cormoranes. Se realizan conteos de aves.

## Turismo
En esta área se podrían practicar algunos deportes acuáticos como kayak, tabla a vela o bote de pedaleo. En 2015 dejó de funcionar el Centro de Deportes Náuticos pero en 2018 había planes de nuevas construcciones y reactivar actividades. Es posible aprovechar sus espacios verdes para realizar pícnic, andar a caballo, montar en bicicleta (se alquilan) o patinar.